# Thursania miaralis
Thursania miaralis là một loài bướm đêm trong họ Noctuidae.